# Ranko Popović
Ranko Popović (Peć, Kosovo y Metojia, República Federativa Socialista de Yugoslavia, 26 de junio de 1967), deportivamente conocido como Popović, es un exfutbolista y entrenador serbio. Último equipo al que ha dirigido ha sido el Kashima Antlers de Japón.

## Trayectoria

### Como jugador
En su etapa de futbolista, Popović jugaba como defensa. Debutó profesionalmente con el Partizan de Belgrado en 1988 y se retiró en 2002, siendo jugador del TuS Arnfels.

### Como entrenador
Popovic debutó como entrenador en 2001, dirigiendo al TuS Arnfels que participaría en las categorías regionales de Austria. Su debut se dio aún perteneciendo asimismo al club austriaco como jugador, por lo que sería uno de los casos que pueden darse en varias disciplinas deportivas de jugador-entrenador. A la siguiente temporada una vez colgadas las botas seguiría dirigiendo al modesto club solo por una campaña más.
En 2003 pasa a formar parte del equipo técnico del SK Sturm Graz en el que sería su segundo entrenador durante tres campañas. Tras lo cual se marcha a Japón para realizar de nuevo la tarea de entrenador adjunto, esta vez en el Sanfrecce Hiroshima, del que forma parte del cuadro técnico durante las temporadas 2006 y 2007.
Una vez adquirida cierta experiencia, marcha a su Serbia natal para ser el entrenador del FK Zlatibor Voda de la Srpska Liga, tercera categoría serbia, al que consigue ascender a la Prva Liga Srbija, la segunda división del país, al término de ésta el club se fusiona con el Spartak Subotica. Con el mismo logra subir a la primera división o SuperLiga Serbia, consiguiendo así dos ascensos consecutivos.
Después de esto vuelve a Japón en 2009 para entrenar al Oita Trinita de la J. League Division 1 a mitad de la competición, el cual se veía condenado al descenso. Los resultados mejoraron con su llegada, pero el club bajó finalmente de categoría.
Durante 2010 no entrenaría a ningún equipo, hasta que al final del mismo firma con el F. C. Machida Zelvia de la Japan Football League, que en aquel entonces sería la tercera categoría nacional para la campaña de 2011. Conseguiría un tercer puesto en esta división, posición que le valdría el ascenso a la J. League Division 2.
En 2012 pasa al F. C. Tokyo de la J. League Division 1, en el que estará durante dos campañas, consiguiendo un 10.º y 8.º puesto en ambas.
Su último equipo en Japón sería el Cerezo Osaka, club en el que entrenó a jugadores como Diego Forlán o Cacau, y al cual dirigió durante 2014 hasta el mes de junio, cuando fue destituido por los malos resultados. Sin embargo, el equipo, fuera de mejorar, sin el serbio no volvió a ganar ningún partido y descendió finalmente a la J. League Division 2.
Se hizo cargo del Real Zaragoza en noviembre de 2014, tras la 14.ª jornada de Liga, cuando era el 8.º clasificado. Su dirección dejó al equipo en la 6.ª posición al término del campeonato, la cual aseguraba una plaza para la eliminatoria de promoción. En el play-off de ascenso el conjunto aragonés llegó a la final, después de protagonizar la sorpresa tras la remontada de la primera eliminatoria que se veía perdida contra el Girona F. C. que le endosó un 0-3 a los maños, los cuales le dieron la vuelta en Gerona con un 1-4. Siguiendo el entusiasmo de este resultado, el Real Zaragoza marcaba distancias con un 3-1 en el partido de ida de la final contra la U. D. Las Palmas, pero finalmente fue el club canario el que hizo la remontada en el partido de vuelta de la final, cuando a siete minutos de acabar el encuentro marcara el 2-0 definitivo, consiguiendo el ascenso a Primera División por la regla del gol de visitante. Fue destituido en diciembre de 2015, dejando al equipo aragonés como 6.º clasificado tras 18 partidos de Liga.
En agosto de 2016 fue contratado como entrenador del equipo tailandés Buriram United F.C..
En diciembre de 2023, Popović fue anunciado como nuevo técnico del Kashima Antlers de Japón.siendo destituido en octubre de 2024 tras el cambio de directiva del Club. 

## Clubes

### Como jugador
| Club                    | País           | Año       |
| ----------------------- | -------------- | --------- |
| F. K. Partizan Belgrado | RFS Yugoslavia | 1988-1989 |
| F. K. Leotar Trebinje   | RFS Yugoslavia | 1989-1990 |
| F. K. Partizan Belgrado | RFS Yugoslavia | 1990-1992 |
| F. K. Spartak Subotica  | Yugoslavia     | 1992-1994 |
| Ethnikos Piraeus F.C.   | Grecia         | 1994-1995 |
| U. D. Almería           | España         | 1995-1997 |
| S. K. Sturm Graz        | Austria        | 1997-2001 |
| TuS Arnfels             | Austria        | 2001-2002 |

### Como entrenador
| Club                   | País      | Año       |
| ---------------------- | --------- | --------- |
| TuS Arnfels            | Austria   | 2001-2003 |
| FK Zlatibor Voda       | Serbia    | 2007-08   |
| F. K. Spartak Subotica | Serbia    | 2007-2009 |
| Oita Trinita           | Japón     | 2009      |
| F. C. Machida Zelvia   | Japón     | 2011      |
| F. C. Tokyo            | Japón     | 2012-2013 |
| Cerezo Osaka           | Japón     | 2014      |
| Real Zaragoza          | España    | 2014-2015 |
| Buriram United F. C.   | Tailandia | 2016-2017 |
| F. C. Pune City        | India     | 2017-2018 |
| SKN St. Pölten         | Austria   | 2018-2019 |
| Machida Zelvia         | Japón     | 2020-2022 |
| Kashima Antlers        | Japón     | 2024      |

## Palmarés

### Como jugador

#### Torneos nacionales
| Título               | Club          | País    | Año     |
| -------------------- | ------------- | ------- | ------- |
| Bundesliga           | SK Sturm Graz | Austria | 1997-98 |
| Supercopa de Austria | SK Sturm Graz | Austria | 1998    |
| Bundesliga           | SK Sturm Graz | Austria | 1998-99 |
| Copa de Austria      | SK Sturm Graz | Austria | 1998-99 |
| Supercopa de Austria | SK Sturm Graz | Austria | 1999    |

### Como entrenador

#### Torneos nacionales
| Título                   | Club              | País      | Año     |
| ------------------------ | ----------------- | --------- | ------- |
| Liga Srpska de Vojvodina | FK Zlatibor Voda  | Serbia    | 2007-08 |
| Copa de la Liga          | Buriram United FC | Tailandia | 2016    |

#### Torneos internacionales
| Título                      | Club              | Sede         | Año  |
| --------------------------- | ----------------- | ------------ | ---- |
| Campeonato de Clubes Mekong | Buriram United FC | Pathum Thani | 2016 |